# Galeodes fumigatus
Galeodes fumigatus är en spindeldjursart som beskrevs av Thomas Walter 1889. Galeodes fumigatus ingår i släktet Galeodes och familjen Galeodidae. Inga underarter finns listade i Catalogue of Life.